# Aplogruppi del cromosoma Y

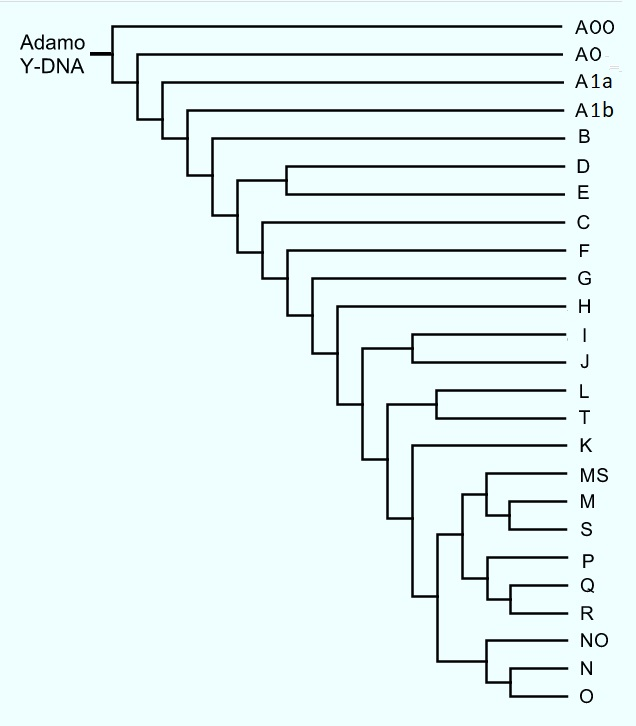
Principali aplogruppi del cromosoma Y (lettere A-T) correlati filogeneticamente in un albero. Adamo cromosomico-Y = Progenitore comune patrilineare

In genetica umana, gli aplogruppi del cromosoma Y sono raggruppamenti di combinazioni di marcatori (aplotipi) definiti dalle differenze nella regione non-ricombinante del DNA del cromosoma Y (chiamato NRY da Non-Recombining Y-chromosome). Queste differenze fanno riferimento a polimorfismi biallelici (SNPs, Single Nucleotide Polymorphisms).
IL YCC  Y Chromosome Consortium (archiviato dall'url originale il 16 gennaio 2017). ha stabilito un sistema per definire gli aplogruppi del cromosoma Y basato sulle lettere da A a T, con ulteriori divisioni usando numeri e lettere in pedice.
Il cromosoma Y ancestrale (scherzosamente definito dagli studiosi "Adamo") è quello appartenuto ad un maschio teorico che rappresenta il più recente progenitore comune (MRCA Most Recent Common Ancestor) di tutti i maschi attuali lungo la linea patrilineare, visto che il cromosoma Y è unicamente trasmesso dal padre ai figli maschi.
La stima di quando questo individuo teorico sia vissuto varia a seconda degli studi in un intervallo tra 200.000 e 300.000 anni fa.

## Albero filogenetico dell'umanità (cromosoma Y)
Y, il cosiddetto "'Adamo ancestrale'"
- A00 (AF6): è stato scoperto in una famiglia afroamericana, si trova nel Camerun e ha circa 235.000 anni.[1]
- A0 (V148): incontrato nel Camerun, in Algeria e nel Ghana.[2]
- A1 (P305)
  - A1a (M31): disperso nell'Africa occidentale e raramente nel Nord Europa.[3]
  - A1b (L419): presente nell'Africa subsahariana, specialmente tra i Boscimani (dell'etnia Khoisan)[4] e i popoli nilotici (Sudan del Sud).
  - BT (M42, M91, M94)
    - B (M60, M181, P85, P90): diffuso in gran parte dell'Africa subsahariana, particolarmente tra i Pigmei[4] e gli Hadza.
    - CT (M168) ha avuto origine circa 88.000 anni fa.[5]
      - DE (M1/YAP)
        - E (M40, M96, P29): Copre la parte più vasta dell'Africa[6]. Presente anche nel Vicino Oriente e nell'Europa meridionale, soprattutto nel Peloponneso.[7]
        - D (CTS3946): proprio del Giappone meridionale, del Tibet e delle isole Andamane.[8]

      - CF (P143)
        - C (M130/RPS4Y711, M216): presente principalmente nell'Asia orientale e Oceania.
          - C1 (F3393, K30): poco diffuso in Giappone,[9] presente nelle isole del Pacifico, ivi compresa la Polinesia, la Micronesia e la Melanesia;  presente in alta frequenza negli Aborigeni australiani,[10] presente anche nell'Asia meridionale, nell'Asia centrale e in Europa alle basse frequenze.
          - C2 (M217): presente in una vasta area geografica compresa fra Siberia, l'Asia centrale, l'Asia orientale e il Nord America.

        - F (M89, P14)
          - F*: presente specialmente nei popoli tribali indigeni dell'India.[11]
          - G (M201, U2): le maggiori frequenze si riscontrano nel Caucaso, ma ha avuto origine nell'Asia occidentale.[12] Presente anche tra i Mediorientali e nell'Europa meridionale.
          - H (M69, M370): diffuso principalmente nel Subcontinente indiano[13] e negli zingari.
          - IJK (L15, L16)
            - IJ (M429/P125, S2)
              - J (12f2.1, M304, S6): il più importante tra i popoli del Vicino Oriente. È l'aplogruppo dei popoli semitici.[7]
              - I (M170, M258, P19): diffuso principalmente in Europa, disceso da tribù proto europee.[14]
                - I1 (M253, L64, P30) ramo settentrionale/nordico
                - I2 (M438/S31, L68) ramo meridionale/balcanico

            - K (M9)
              - LT (L298)
                - L (M11, M20): diffuso principalmente in Asia meridionale,[15] soprattutto in Afghanistan[16] e piccole frequenze nelle popolazioni dell'Asia centrale, del Vicino Oriente e dell'Europa.
                - T (M184) diffuso principalmente nelle aree più meridionali d’Italia, nel Vicino Oriente, nell'India meridionale e nel Corno d'Africa. Il suo clade principale è T-M70.

              - K2 o MNOPS (M526)
                - NO (M2335)
                  - N (M231): presente fino all'Estremo Oriente ed in Siberia, comune tra i popoli uralici.[17]
                  - O (M175, P186): prevalente nell'Asia orientale e nel Sud-est asiatico, con una frequenza prossima al 75%.[18]

                - MS (P397): caratteristico dell'Oceania e di parte dell'Insulindia.
                  - M (P256): prevalente nella Melanesia.[19]
                  - S (P405, B254): tipico dell'Oceania, comune ai nativi dell'Australia, delle isole del Pacifico e nei nativi Negritos delle Filippine.[20]

                - P (PF5850)
                  - P*: poco nel sud-est asiatico.[21]
                  - P2 (F20148): nelle Filippine.[22]
                  - P1 (M45, 92R7, M74, P27.1)
                    - Q (M242): è l'aplogruppo principale in quasi tutti i Nativi americani[23] e tra gli Asiani.
                    - R (M207/UTY2, M306/S1, P224)
                      - R1 (M173)
                        - R1a (M420/L146, L62): è prevalente nelle popolazioni slave dell'Europa orientale e nella regione del Pamir fra l'Asia centrale e meridionale.[24]
                        - R1b (M343): è prevalente nell'Europa atlantica[25], dove rappresenta l'aplogruppo più diffuso e nel Camerun settentrionale.

                      - R2 (M479): è importante nel Subcontinente indiano.[26]

## Principali aplogruppi
I principali aplogruppi del cromosoma Y comprendono:
Gli aplogruppi più in alto nell'albero filogenetico sono quelli più antichi, come ad esempio  I1, J2, R1b che hanno decine di migliaia di anni, mentre quelli più in profondità nell'albero filogenetico, sono gli aplogruppi più recenti, come I1-L1302, I2a2a-Z78, J1-ZS227, che rappresentano le linee più moderne.

### Aplogruppi A e B
L'antenato comune di tutti i lignaggi è l'Adamo cromosomico con 275 000 anni. I lignaggi del cromosoma Y più antichi sono il paragruppo A e il aplogruppo B, e si trovano particolarmente nell'Africa Sub-Sahariana o in popolazioni con la stessa origine come, per esempio, gli Afroamericani portati oltreoceano con la tratta degli schiavi. Le frequenze più importanti del gruppo parafiletico A si trovano tra i Boscimani, i Khung e i Sudanesi. Le frequenze più elevate di B tra i Pigmei Biaka e Mbuti. Come si evince dall'albero filogenetico degli aplogruppi del cromosoma Y, tutta la diversità moderna si è generata in Africa, per cui le popolazioni contemporanee sono discendenti degli Africani che restarono in Africa o di quelle popolazioni che emigrarono fuori dall'Africa per popolare il resto dei continenti.

Probabile origine dei maggiori aplogruppi.

L'aplogruppo A è ancestrale e parafiletico. La sua relazione con B va secondo il seguente albero:
|  | A1b1a o A2 |
|  |            |
|  | A1b1b o A3 |
|  |            |

|  | B  |
|  |    |
|  | CT |
|  |    |

|  | A1b1a o A2 |
|  |            |
|  | A1b1b o A3 |
|  |            |

|  | B  |
|  |    |
|  | CT |
|  |    |

|  | A1b1a o A2 |
|  |            |
|  | A1b1b o A3 |
|  |            |

|  | B  |
|  |    |
|  | CT |
|  |    |

|  | A1b1a o A2 |
|  |            |
|  | A1b1b o A3 |
|  |            |

|  | B  |
|  |    |
|  | CT |
|  |    |

|  | A1b1a o A2 |
|  |            |
|  | A1b1b o A3 |
|  |            |

|  | B  |
|  |    |
|  | CT |
|  |    |

|  | A1b1a o A2 |
|  |            |
|  | A1b1b o A3 |
|  |            |

|  | B  |
|  |    |
|  | CT |
|  |    |

|  | A1b1a o A2 |
|  |            |
|  | A1b1b o A3 |
|  |            |

|  | B  |
|  |    |
|  | CT |
|  |    |

|  | A1b1a o A2 |
|  |            |
|  | A1b1b o A3 |
|  |            |

|  | B  |
|  |    |
|  | CT |
|  |    |

|  | A1b1a o A2 |
|  |            |
|  | A1b1b o A3 |
|  |            |

|  | B  |
|  |    |
|  | CT |
|  |    |

|  | A1b1a o A2 |
|  |            |
|  | A1b1b o A3 |
|  |            |

|  | B  |
|  |    |
|  | CT |
|  |    |

|  | A1b1a o A2 |
|  |            |
|  | A1b1b o A3 |
|  |            |

|  | B  |
|  |    |
|  | CT |
|  |    |

|  | A1b1a o A2 |
|  |            |
|  | A1b1b o A3 |
|  |            |

|  | B  |
|  |    |
|  | CT |
|  |    |

|  | A1b1a o A2 |
|  |            |
|  | A1b1b o A3 |
|  |            |

|  | B  |
|  |    |
|  | CT |
|  |    |

|  | A1b1a o A2 |
|  |            |
|  | A1b1b o A3 |
|  |            |

|  | B  |
|  |    |
|  | CT |
|  |    |

|  | A1b1a o A2 |
|  |            |
|  | A1b1b o A3 |
|  |            |

|  | B  |
|  |    |
|  | CT |
|  |    |

|  | A1b1a o A2 |
|  |            |
|  | A1b1b o A3 |
|  |            |

|  | B  |
|  |    |
|  | CT |
|  |    |

### Aplogruppo DE (D ed E)
Le mutazioni M168 e M294 (CT), assenti in A e B, definiscono tutti gli aplogruppi da C a T. Queste mutazioni precedettero la migrazione fuori dall'Africa, essendo presenti sia in Africa che al di fuori. Le mutazioni che caratterizzano DE (M1/YAP, M145) si verificarono in Africa più di 76 000 anni fa.
L'aplogruppo E rimase originariamente in Africa e le sue sottocladi più frequenti sono E1b1a e E1b1b. E1b1a-M2 (precedentemente chiamato E3a) riscontra la sua più alta frequenza e maggiore diversità in Africa Sub-Sahariana occidentale (più dell'80%). D'altro canto, il sub-clade E1b1b (M215), precedentemente E3b, è di origine africana, è comune nei parlanti di lingue afro-asiatiche, la sua più grande diversità si trova in Etiopia e si disperse per tutto il mediterraneo raggiungendo le frequenze più alte nel Corno d'Africa e nel Nord Africa, essendo in Somalia l'81%; e la frequenza del 27% in Grecia.
L'aplogruppo D si trova soltanto nell'Himalaya e in pochissime zone nel sud del Giappone, dove fu introdotto dai primi colonizzatori.
Le mutazioni tipiche che definiscono gli aplogruppi citati nel testo:

### Aplogruppo C
L'aplogruppo C è definito da M130/RPS4Y e M216, ha origine asiatica ed ha circa 53.000 anni. Tra le popolazioni autoctone, le frequenze più alte del ramo C1 (F3393) sono in alcune parti dell'Oceania, come si può vedere nella Polinesia centrale e in Australia, poiché C1 si è disperso attraverso l'Asia meridionale, dirigendosi principalmente verso il sud-est, che è legato alla prima colonizzazione del sud-est asiatico e del continente di Sahul.
Il ramo C2 si diffonde nell'Asia settentrionale ed è particolarmente comune nei popoli di lingue altaiche e na dené.

### Aplogruppo F (FT)
L'aplogruppo F (M89) ha avuto origine circa 66.000 anni fa, probabilmente nel subcontinente indiano poiché è lì che si trova la maggiore diversità, con F1 (P91) in Sri Lanka, F3 (M481) nell'India sudoccidentale e F2/F4 (Y27277) in Estremo Oriente.
Gli aplogruppi che discendono dall'aplogruppo F rappresentano il 90% della popolazione mondiale, ma si distribuiscono quasi esclusivamente fuori dall'Africa sub-sahariana.
IJ corrisponde probabilmente a una ondata migratoria dal Medio-Oriente o all'Asia occidentale a partire da 45 000 anni fa, che si è poi diffusa in Europa con l'uomo di Cro-Magnon. L'aplogruppo G, originatosi anch'esso in Medio-Oriente, o forse più a Est in Pakistan, intorno a 30 000 anni fa, secondo alcuni studi potrebbe essersi diffuso in Europa nel Neolitico, oppure, vista la sua forte discontinuità, aver raggiunto l'Europa già nel Paleolitico.
L'aplogruppo H si originò forse in India 30-40 000 anni fa, dove persistette fino a ridiffondere in epoche storiche con i Gitani.
Mutazioni che caratterizzano gli aplogruppi citati nella sezione:

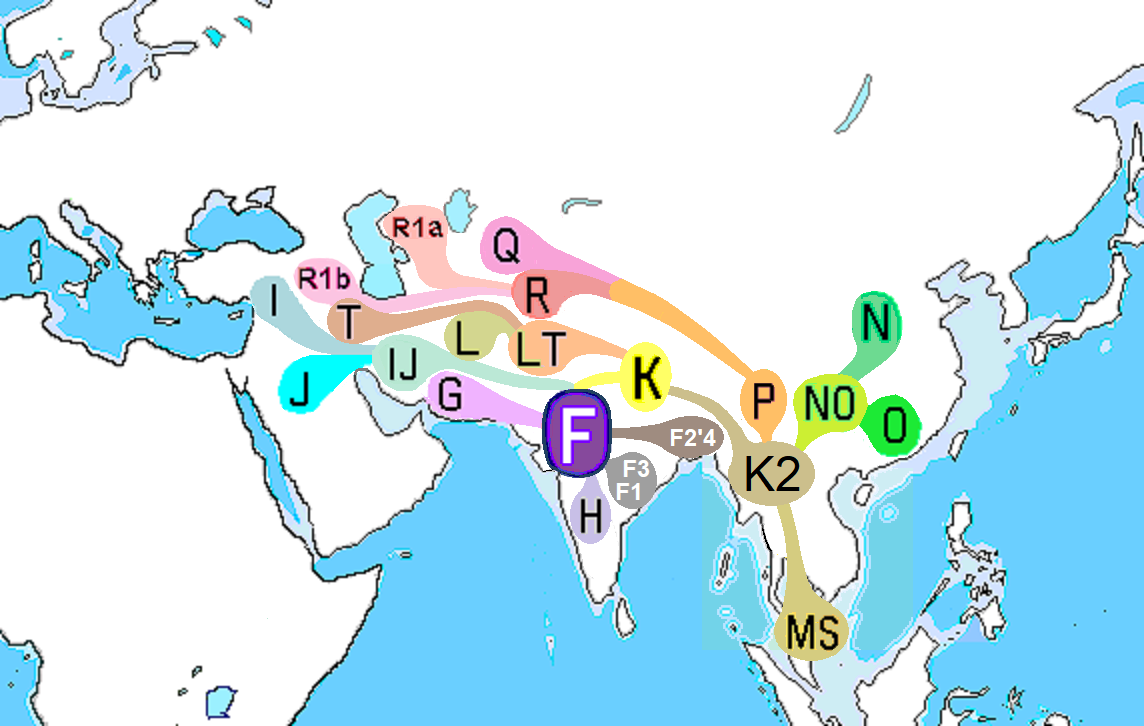
Aplogruppo F e i suoi discendenti.

| IJ | \| \| I (M170) \| \| \| \| \| \| J (12f2.1) \| \| \| \| |
|    | \| \| I (M170) \| \| \| \| \| \| J (12f2.1) \| \| \| \| |
|    | K (M9)                                                  |
|    |                                                         |
|    | I (M170)                                                |
|    |                                                         |
|    | J (12f2.1)                                              |
|    |                                                         |

|  | I (M170)   |
|  |            |
|  | J (12f2.1) |
|  |            |

| IJ | \| \| I (M170) \| \| \| \| \| \| J (12f2.1) \| \| \| \| |
|    | \| \| I (M170) \| \| \| \| \| \| J (12f2.1) \| \| \| \| |
|    | K (M9)                                                  |
|    |                                                         |
|    | I (M170)                                                |
|    |                                                         |
|    | J (12f2.1)                                              |
|    |                                                         |

|  | I (M170)   |
|  |            |
|  | J (12f2.1) |
|  |            |

| IJ | \| \| I (M170) \| \| \| \| \| \| J (12f2.1) \| \| \| \| |
|    | \| \| I (M170) \| \| \| \| \| \| J (12f2.1) \| \| \| \| |
|    | K (M9)                                                  |
|    |                                                         |
|    | I (M170)                                                |
|    |                                                         |
|    | J (12f2.1)                                              |
|    |                                                         |

|  | I (M170)   |
|  |            |
|  | J (12f2.1) |
|  |            |

| IJ | \| \| I (M170) \| \| \| \| \| \| J (12f2.1) \| \| \| \| |
|    | \| \| I (M170) \| \| \| \| \| \| J (12f2.1) \| \| \| \| |
|    | K (M9)                                                  |
|    |                                                         |
|    | I (M170)                                                |
|    |                                                         |
|    | J (12f2.1)                                              |
|    |                                                         |

|  | I (M170)   |
|  |            |
|  | J (12f2.1) |
|  |            |

| IJ | \| \| I (M170) \| \| \| \| \| \| J (12f2.1) \| \| \| \| |
|    | \| \| I (M170) \| \| \| \| \| \| J (12f2.1) \| \| \| \| |
|    | K (M9)                                                  |
|    |                                                         |
|    | I (M170)                                                |
|    |                                                         |
|    | J (12f2.1)                                              |
|    |                                                         |

|  | I (M170)   |
|  |            |
|  | J (12f2.1) |
|  |            |

| IJ | \| \| I (M170) \| \| \| \| \| \| J (12f2.1) \| \| \| \| |
|    | \| \| I (M170) \| \| \| \| \| \| J (12f2.1) \| \| \| \| |
|    | K (M9)                                                  |
|    |                                                         |
|    | I (M170)                                                |
|    |                                                         |
|    | J (12f2.1)                                              |
|    |                                                         |

|  | I (M170)   |
|  |            |
|  | J (12f2.1) |
|  |            |

| IJ | \| \| I (M170) \| \| \| \| \| \| J (12f2.1) \| \| \| \| |
|    | \| \| I (M170) \| \| \| \| \| \| J (12f2.1) \| \| \| \| |
|    | K (M9)                                                  |
|    |                                                         |
|    | I (M170)                                                |
|    |                                                         |
|    | J (12f2.1)                                              |
|    |                                                         |

|  | I (M170)   |
|  |            |
|  | J (12f2.1) |
|  |            |

| IJ | \| \| I (M170) \| \| \| \| \| \| J (12f2.1) \| \| \| \| |
|    | \| \| I (M170) \| \| \| \| \| \| J (12f2.1) \| \| \| \| |
|    | K (M9)                                                  |
|    |                                                         |
|    | I (M170)                                                |
|    |                                                         |
|    | J (12f2.1)                                              |
|    |                                                         |

|  | I (M170)   |
|  |            |
|  | J (12f2.1) |
|  |            |

### Aplogruppo I
L'aplogruppo I (M170) rappresenta circa un quinto dei cromosomi Y europei. È quasi esclusivo dell'Europa pertanto si ritiene che si sia originato in quest'area. Il più antico I (I*) trovato è quello di un individuo noto come Krems WA3 (Bassa Austria), risalente a circa 31.000 anni fa. Nello stesso sito sono stati trovati anche due gemelli, entrambi assegnati all'aplogruppo I*. È probabile che sia stato confinato nel rifugio balcanico durante la glaciazione e che poi si sia ridiffuso verso nord con il ritiro dei ghiacciai.
Nonostante sia relativamente frequente negli scandinavi, nei sardi e nelle popolazioni balcaniche, questi popoli presentano subcladi differenti dell'aplogruppo I. Questo suggerisce che ognuna delle popolazioni ancestrali è oggi dominata da un particolare subclade che ha marcato una indipendente espansione della popolazione lungo diversi percorsi migratori durante e immediatamente dopo la glaciazione.
Le principali sub-cladi dell'aplogruppo I sono:
I1 (M253, M307, P30, P40) (ex I1a) con le più alte frequenze in Scandinavia, Islanda, e Europa nord- orientale. Nelle Isole britanniche la mutazione I1-M253 è spesso usata come marcatore delle invasioni vichinghe o anglosassoni.
I2 (S31) (ex I1b) che include I2a1 (P37.2) ovvero la forma più comune nei Balcani e in Sardegna (dove rappresenta l'aplogruppo più cospicuo con una percentuale del 38% tra i maschi Sardi nella variante I2a1a1, M26) e I2a2 (P214) che raggiunge discrete frequenze lungo le coste nord-occidentali dell'Europa continentale con un picco in Germania. Dalla linea I2a2 è derivato I2a2a1 (M284) tipico delle Isole Britanniche.

### Aplogruppo K
L'aplogruppo K si è originato probabilmente nell'Asia meridionale e da lì si è diffuso in tutto il mondo.
Da esso si sono generate due cladi principali: LT (L298), oggi diffuso in Medio Oriente ed in Asia meridionale, zone dove è di notevole frequenza; e K2 o MNOPS (M526), che si sarebbe stabilito inizialmente nel sud-est asiatico, poiché questa regione costituisce il suo centro di espansione.
L'aplogruppo K è caratterizzato dai seguenti aplotipi e dalle seguenti mutazioni:
|  | L (M11, M20) |
|  |              |
|  | T (M184)     |
|  |              |

|  | N (M231) |
|  |          |
|  | O (M175) |
|  |          |

|  | M (P256) |
|  |          |
|  | S (P405) |
|  |          |

|  | R2 (M479)                                                 |
|  |                                                           |
|  | \| \| R1a (M420) \| \| \| \| \| \| R1b (M343) \| \| \| \| |
|  |                                                           |
|  | R1a (M420)                                                |
|  |                                                           |
|  | R1b (M343)                                                |
|  |                                                           |

|  | R1a (M420) |
|  |            |
|  | R1b (M343) |
|  |            |

|  | R2 (M479)                                                 |
|  |                                                           |
|  | \| \| R1a (M420) \| \| \| \| \| \| R1b (M343) \| \| \| \| |
|  |                                                           |
|  | R1a (M420)                                                |
|  |                                                           |
|  | R1b (M343)                                                |
|  |                                                           |

|  | R1a (M420) |
|  |            |
|  | R1b (M343) |
|  |            |

|  | M (P256) |
|  |          |
|  | S (P405) |
|  |          |

|  | R2 (M479)                                                 |
|  |                                                           |
|  | \| \| R1a (M420) \| \| \| \| \| \| R1b (M343) \| \| \| \| |
|  |                                                           |
|  | R1a (M420)                                                |
|  |                                                           |
|  | R1b (M343)                                                |
|  |                                                           |

|  | R1a (M420) |
|  |            |
|  | R1b (M343) |
|  |            |

|  | R2 (M479)                                                 |
|  |                                                           |
|  | \| \| R1a (M420) \| \| \| \| \| \| R1b (M343) \| \| \| \| |
|  |                                                           |
|  | R1a (M420)                                                |
|  |                                                           |
|  | R1b (M343)                                                |
|  |                                                           |

|  | R1a (M420) |
|  |            |
|  | R1b (M343) |
|  |            |

|  | N (M231) |
|  |          |
|  | O (M175) |
|  |          |

|  | M (P256) |
|  |          |
|  | S (P405) |
|  |          |

|  | R2 (M479)                                                 |
|  |                                                           |
|  | \| \| R1a (M420) \| \| \| \| \| \| R1b (M343) \| \| \| \| |
|  |                                                           |
|  | R1a (M420)                                                |
|  |                                                           |
|  | R1b (M343)                                                |
|  |                                                           |

|  | R1a (M420) |
|  |            |
|  | R1b (M343) |
|  |            |

|  | R2 (M479)                                                 |
|  |                                                           |
|  | \| \| R1a (M420) \| \| \| \| \| \| R1b (M343) \| \| \| \| |
|  |                                                           |
|  | R1a (M420)                                                |
|  |                                                           |
|  | R1b (M343)                                                |
|  |                                                           |

|  | R1a (M420) |
|  |            |
|  | R1b (M343) |
|  |            |

|  | M (P256) |
|  |          |
|  | S (P405) |
|  |          |

|  | R2 (M479)                                                 |
|  |                                                           |
|  | \| \| R1a (M420) \| \| \| \| \| \| R1b (M343) \| \| \| \| |
|  |                                                           |
|  | R1a (M420)                                                |
|  |                                                           |
|  | R1b (M343)                                                |
|  |                                                           |

|  | R1a (M420) |
|  |            |
|  | R1b (M343) |
|  |            |

|  | R2 (M479)                                                 |
|  |                                                           |
|  | \| \| R1a (M420) \| \| \| \| \| \| R1b (M343) \| \| \| \| |
|  |                                                           |
|  | R1a (M420)                                                |
|  |                                                           |
|  | R1b (M343)                                                |
|  |                                                           |

|  | R1a (M420) |
|  |            |
|  | R1b (M343) |
|  |            |

|  | L (M11, M20) |
|  |              |
|  | T (M184)     |
|  |              |

|  | N (M231) |
|  |          |
|  | O (M175) |
|  |          |

|  | M (P256) |
|  |          |
|  | S (P405) |
|  |          |

|  | R2 (M479)                                                 |
|  |                                                           |
|  | \| \| R1a (M420) \| \| \| \| \| \| R1b (M343) \| \| \| \| |
|  |                                                           |
|  | R1a (M420)                                                |
|  |                                                           |
|  | R1b (M343)                                                |
|  |                                                           |

|  | R1a (M420) |
|  |            |
|  | R1b (M343) |
|  |            |

|  | R2 (M479)                                                 |
|  |                                                           |
|  | \| \| R1a (M420) \| \| \| \| \| \| R1b (M343) \| \| \| \| |
|  |                                                           |
|  | R1a (M420)                                                |
|  |                                                           |
|  | R1b (M343)                                                |
|  |                                                           |

|  | R1a (M420) |
|  |            |
|  | R1b (M343) |
|  |            |

|  | M (P256) |
|  |          |
|  | S (P405) |
|  |          |

|  | R2 (M479)                                                 |
|  |                                                           |
|  | \| \| R1a (M420) \| \| \| \| \| \| R1b (M343) \| \| \| \| |
|  |                                                           |
|  | R1a (M420)                                                |
|  |                                                           |
|  | R1b (M343)                                                |
|  |                                                           |

|  | R1a (M420) |
|  |            |
|  | R1b (M343) |
|  |            |

|  | R2 (M479)                                                 |
|  |                                                           |
|  | \| \| R1a (M420) \| \| \| \| \| \| R1b (M343) \| \| \| \| |
|  |                                                           |
|  | R1a (M420)                                                |
|  |                                                           |
|  | R1b (M343)                                                |
|  |                                                           |

|  | R1a (M420) |
|  |            |
|  | R1b (M343) |
|  |            |

|  | N (M231) |
|  |          |
|  | O (M175) |
|  |          |

|  | M (P256) |
|  |          |
|  | S (P405) |
|  |          |

|  | R2 (M479)                                                 |
|  |                                                           |
|  | \| \| R1a (M420) \| \| \| \| \| \| R1b (M343) \| \| \| \| |
|  |                                                           |
|  | R1a (M420)                                                |
|  |                                                           |
|  | R1b (M343)                                                |
|  |                                                           |

|  | R1a (M420) |
|  |            |
|  | R1b (M343) |
|  |            |

|  | R2 (M479)                                                 |
|  |                                                           |
|  | \| \| R1a (M420) \| \| \| \| \| \| R1b (M343) \| \| \| \| |
|  |                                                           |
|  | R1a (M420)                                                |
|  |                                                           |
|  | R1b (M343)                                                |
|  |                                                           |

|  | R1a (M420) |
|  |            |
|  | R1b (M343) |
|  |            |

|  | M (P256) |
|  |          |
|  | S (P405) |
|  |          |

|  | R2 (M479)                                                 |
|  |                                                           |
|  | \| \| R1a (M420) \| \| \| \| \| \| R1b (M343) \| \| \| \| |
|  |                                                           |
|  | R1a (M420)                                                |
|  |                                                           |
|  | R1b (M343)                                                |
|  |                                                           |

|  | R1a (M420) |
|  |            |
|  | R1b (M343) |
|  |            |

|  | R2 (M479)                                                 |
|  |                                                           |
|  | \| \| R1a (M420) \| \| \| \| \| \| R1b (M343) \| \| \| \| |
|  |                                                           |
|  | R1a (M420)                                                |
|  |                                                           |
|  | R1b (M343)                                                |
|  |                                                           |

|  | R1a (M420) |
|  |            |
|  | R1b (M343) |
|  |            |

L'aplogruppo M è prevalente nelle isole della Papua Nuova Guinea. Gli aplogruppi N e O comparvero 35-40 000 anni fa in Asia orientale.
L'aplogruppo N si è originato probabilmente in Mongolia e si è diffuso fino all'estremo Oriente e la Siberia come ad ovest, essendo il gruppo più comune tra i popoli uralici. L'aplogruppo O si trova in Estremo Oriente. L'aplogruppo P si trova soprattutto come sottotipi Q o R (vedi il seguito), raramente non differenziato; si è evoluto probabilmente nell'Asia centrale o nella regione di Altai. Anche l'aplogruppo Q si è probabilmente originato nell'Asia settentrionale, ha migrato verso est ed ha raggiunto l'America del nord attraverso lo stretto di Bering.

### Aplogruppo R
Tutti gli aplotipi afferenti all'aplogruppo R condividono le mutazioni M207 (UTY2), M306 (S1), S4, S8, S9 e possono essere suddivisi in tre principali linee evolutive: R1a, R1b e R2.
La R1a potrebbe essersi originata nelle vicinanze dell'Iran circa 25.000 anni fa. È associato alla cultura kurgan, nota per la domesticazione del cavallo (circa 5 000 anni fa). Questa linea è attualmente presente in Asia centrale, in India e nelle popolazioni slave dell'Europa orientale.
La linea R1b è la più comune nelle popolazioni europee. Nell'Irlanda occidentale raggiunge una frequenza prossima al 100%. Si è originata prima della fine dell'ultima glaciazione, in Asia occidentale.
Non vi è prova dell'esistenza di R1b in Europa prima del neolitico; il più antico campione di R1b europeo è stato rinvenuto in Spagna ad Els Trocs ed ha un'età di circa 7 000 anni, ma gli R1b attualmente presenti in Europa occidentale non discendono dalla sua clade (V88, attualmente quasi del tutto assimilata). Si suppone che gli R1b europei siano giunti con le espansioni indoeuropee dalla Russia meridionale, in quanto nella Cultura di Jamna sono stati rinvenuti vari campioni di R1b-L23 (principale clade di R1b diffusa in Europa).
R2 è comune nel subcontinente indiano. Presente anche nel Vicino Oriente, Caucaso e Asia Centrale.

## Principali mutazioni
Nel corso del tempo, il DNA del cromosoma Y può subire piccole mutazioni stabili ed ereditabili, chiamate SNPs (Single Nucleotide Polymorphisms, cioè cambiamenti di una singola "lettera" del DNA). Ogni volta che si verifica una mutazione significativa, si può formare un nuovo ramo, cioè un nuovo aplogruppo. Di seguito sono elencate le principali mutazioni individuate.

### Mutazione M168
Gli aplogruppi A e B, considerati i più antichi, si trovano nell'Africa sub-Sahariana o in popolazioni con la stessa origine, come ad esempio gli Afro-Americani portati oltre oceano con la tratta degli schiavi: 
- Aplogruppo A (Y-DNA) (Africa, in particolare i Khoisan, gli Etiopi ed i Niloti)

- Aplogruppo B (Y-DNA) (M60) (Africa, in particolare i Pigmei e gli Hadzabe)

La mutazione M168 (avvenuta ~50,000 anni fa), assente in A e B, definisce invece tutti gli aplogruppi da C ad R: 
- Aplogruppo DE (Y-DNA) (M1, M145, M203). Le mutazioni che caratterizzano DE si verificarono in Africa orientale più di 60.000 anni fa.
  - Aplogruppo E (Y-DNA) (M96)- Originario dell'Africa, le sue più alte frequenze si riscontrano in Africa sub-Sahariana occidentale (81%) ed Etiopia (68%).
    - Aplogruppo E1b1a (Y-DNA) (V38) (Africa ovest e le regioni circostanti) precedentemente noto come E3a
    - Aplogruppo E1b1b (Y-DNA) (M215) (Africa est, Africa nord, Medio Oriente, il Mediterraneo, i Balcani) precedentemente noto come E3b

  - Aplogruppo D (Y-DNA) (M174) (Tibet, Giappone, le isole Andaman). L'aplogruppo D si trova solo in Asia orientale, soprattutto nell'Himalaya ed in Giappone, dove fu introdotto dai primi colonizzatori dell’Asia orientale
- Aplogruppo C (Y-DNA) (M130) (Oceania, Asia del nord, centrale, dell'est, Nord America ed una presenza significante in India)

### Mutazione M89
I gruppi con mutazione M89, che comprende ~45,000 bp, sono:
- Aplogruppo F (Y-DNA) (P14, M213) (India sud, Sri Lanka, Cina, Corea). Gli aplogruppi che discendono da F rappresentano il 90% della popolazione mondiale, ma si distribuiscono quasi esclusivamente fuori dall'Africa sub-Sahariana.

- Aplogruppo G (Y-DNA) (M201) (presente all'interno di molti gruppi etnici in Eurasia, generalmente con bassa frequenza; molto comune nel caucaso, in Iran e Anatolia; in Europa principalmente in Grecia, Italia, Penisola iberica, nel Tirolo, Repubblica Ceca; estremamente raro in nord Europa)

- Aplogruppo H (Y-DNA) (M69) (India, Sri Lanka, Nepal, e con bassa frequenza in Pakistan, Iran, Asia centrale e Arabia)

- Aplogruppo IJK (Y-DNA) (L15, L16)

### Mutazioni L15 & L16
I gruppi con mutazione L15 ed L16 sono:
- Aplogruppo IJK (Y-DNA) (L15, L16)
  - Aplogruppo IJ (Y-DNA) (S2, S22) corrisponde probabilmente ad un'ondata migratoria proveniente dal Medio oriente o dall'Asia occidentale, risalente a 45.000 anni fa, che si è poi diffusa in Europa con l'uomo di Cro-Magnon.
    - Aplogruppo I (Y-DNA)[45] (M170, P19, M258) (diffuso in Europa, ritrovato poco frequentemente in parte del Medio Oriente, virtualmente assente altrove)
      - Aplogruppo I1 (Y-DNA) (M253, M307, P30, P40) (Nord Europa)
      - Aplogruppo I2 (Y-DNA) (S31) (Europa centrale e del sud, Sardegna)

    - Aplogruppo J (Y-DNA) (M304) (Medio Oriente, Turchia, Caucaso, Italia, Grecia, Africa del nord e nordest)
      - Aplogruppo J* (Y-DNA) (ritrovato principalmente in Socotra, osservato raramente in Pakistan, Oman, Grecia, nell'ambito della popolazione turca)
      - Aplogruppo J1 (Y-DNA) (M267) (principalmente associato con la popolazione Semitica nel Medio Oriente, Etiopia, nord Africa, e con la popolazione del nordest del Caucaso in Daghestan; J1 con DYS388=13 è associato con l'est dell'Anatolia)
      - Aplogruppo J2 (Y-DNA) (M172) (ritrovato principalmente nell'ovest dell'Asia, Asia del sud, Europa del sud e nord Africa)

  - Aplogruppo K (Y-DNA) (M9, P128, P131, P132)

### Mutazione M9
I gruppi con mutazione M9 (comprendente ~40,000 bp) sono:
- Aplogruppo K (Y-DNA)
  - Aplogruppo LT (Y-DNA) (L298/P326)
    - Aplogruppo L (Y-DNA) (M11, M20, M22, M61, M185, M295) (Asia centrale, del sud, del sudovest, Mediterraneo)
    - Aplogruppo T (Y-DNA) (M70, M184/USP9Y+3178, M193, M272) (Africa del nord, Corno d'Africa, Asia sudovest, Mediterraneo, Asia del sud); precedentemente noto come aplogruppo K2

  - Aplogruppo K(xLT) (Y-DNA) (rs2033003/M526)

#### Mutazione M526
I gruppi con mutazione M526 sono:
- - Aplogruppo M (Y-DNA) (P256) (Nuova Guinea, Melanesia, est Indonesia)
    - Aplogruppo NO (Y-DNA) (M214)
      - Aplogruppo N (Y-DNA) (M231) (nord Eurasia, in particolare all'interno della popolazione degli Urali)
      - Aplogruppo O (Y-DNA) (M175) (Est Asia, Sudest Asia, Sud Pacifico, Sud Asia, Asia Centrale), insieme all'aplogruppo N, comparve 35-40.000 anni fa in Asia centrale
        - Aplogruppo O1 (Y-DNA) (MSY2.2)
        - Aplogruppo O2 (Y-DNA) (P31, M268)
        - Aplogruppo O3 (Y-DNA) (M122)

    - Aplogruppo P (Y-DNA) (M45, 92R7, M74/N12) (M45 comprende ~35,000 bp)
      - Aplogruppo Q (Y-DNA) (MEH2, M242, P36) (verificatosi ~15,000-20,000 anni fa. Riscontrato in Asia e nelle Americhe)
        - Aplogruppo Q1a3a1 (Y-DNA) (M3) (Nord America, America Centrale, Sud America)

      - Aplogruppo R (Y-DNA) (M207)
        - Aplogruppo R1 (Y-DNA) (M173)
          - Aplogruppo R1a (Y-DNA) (M17) (Asia Centrale, Sud Asia, ed Europa Centrale, del nord, dell'est)
          - Aplogruppo R1b (Y-DNA) (M343) (Europa, Caucaso, Asia Centrale, Sud Asia, Nord Africa, Africa Centrale) la linea R1b è la più comune nelle popolazioni Europee.

        - Aplogruppo R2 (Y-DNA) (M124) (Sud Asia, Caucaso, Asia Centrale)

    - Aplogruppo S (Y-DNA) (M230, P202, P204) (Nuova Guinea, Melanesia, est Indonesia)

## Migrazioni
Gli umani moderni, secondo studi del cromosoma Y, sono originari dell'Africa subsahariana e hanno poi colonizzato l'Eurasia (circa 70.000 anni fa) seguendo la costa meridionale dell'Asia. I gruppi che partirono dall'Africa si sarebbero successivamente dispersi secondo la seguente mappa:

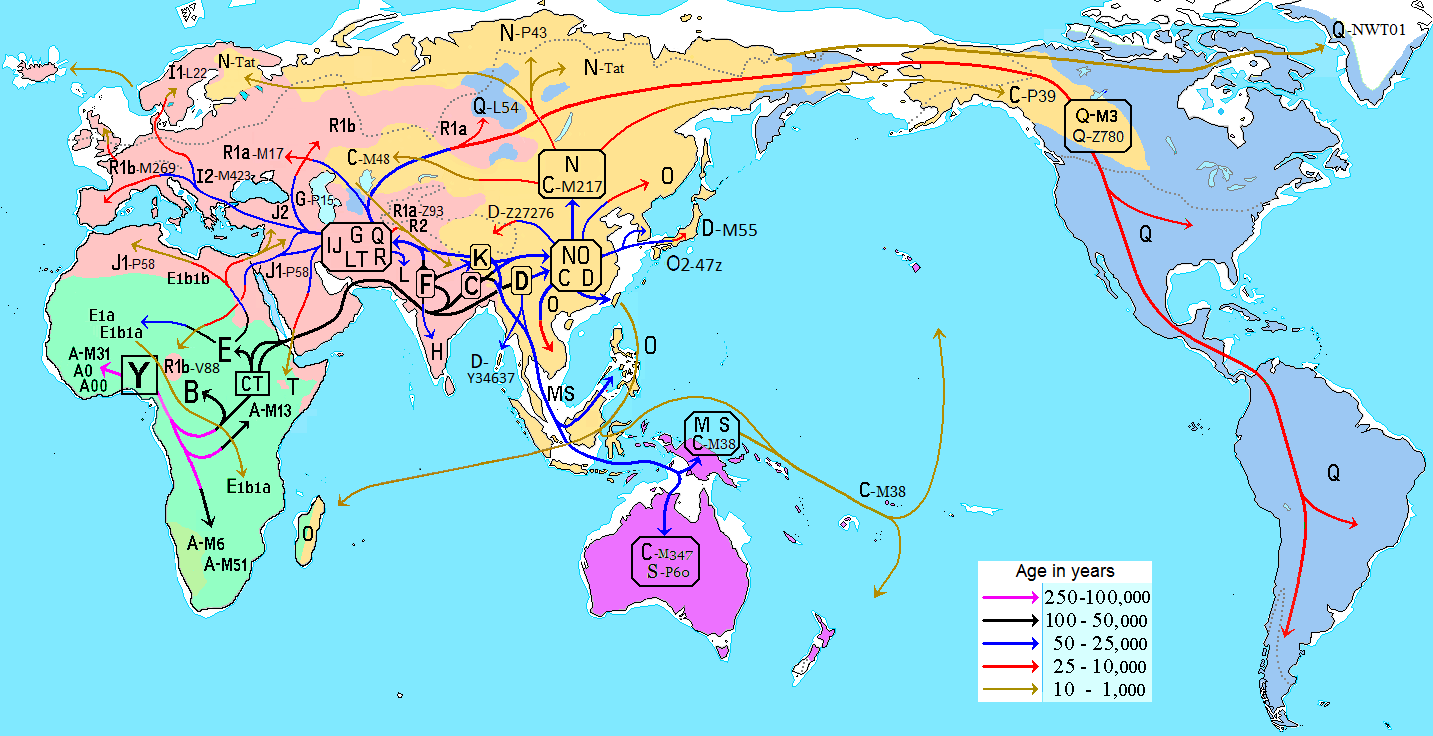
Mappa delle migrazioni dell'uomo secondo gli Aplogruppi del cromosoma Y (numeri sono gli anni prima del presente).

## Relazione con altre specie umane
Lo studio paleontologico sull'uomo di Neanderthal ha rivelato che l'aplotipo cromosomico Y del Neanderthal sarebbe estinto e la divergenza tra i Neanderthal e gli umani moderni si sarebbe verificata circa 590.000 anni fa. La divergenza con l'Homo di Denisova, invece, sarebbe avvenuta circa 700.000 anni fa.
L'analisi degli aplogruppi mitocondriali umani ha dato risultati molto simili; il consenso scientifico attuale è che le specie umane analizzate presentino le seguenti relazioni:
|  | Uomo di Denisova                                                     |
|  |                                                                      |
|  | \| \| Uomo di Neanderthal \| \| \| \| \| \| Uomo moderno \| \| \| \| |
|  |                                                                      |
|  | Uomo di Neanderthal                                                  |
|  |                                                                      |
|  | Uomo moderno                                                         |
|  |                                                                      |

|  | Uomo di Neanderthal |
|  |                     |
|  | Uomo moderno        |
|  |                     |

|  | Uomo di Denisova                                                     |
|  |                                                                      |
|  | \| \| Uomo di Neanderthal \| \| \| \| \| \| Uomo moderno \| \| \| \| |
|  |                                                                      |
|  | Uomo di Neanderthal                                                  |
|  |                                                                      |
|  | Uomo moderno                                                         |
|  |                                                                      |

|  | Uomo di Neanderthal |
|  |                     |
|  | Uomo moderno        |
|  |                     |